# Monte Pavlof
Il monte Pavlof è uno stratovulcano della Catena delle Aleutine nella penisola di Alaska. È stato uno dei vulcani più attivi degli Stati Uniti dal 1980, con eruzioni documentate nel 1980, 1981, 1983, 1986-1988, 1996-1997, 2007, 2013, due volte nel 2014 e più recentemente nel marzo 2016. Il tipo di lava più comune sul vulcano è andesite basaltica con una concentrazione di silice (SiO2) intorno al 53%.

## Descrizione
Il vulcano è monitorato dall'Alaska Volcano Observatory, un programma frutto della collaborazione tra la United States Geological Survey (USGS), il Geophysical Institute of the University of Alaska Fairbanks (istituto geofisico dell'Università d'Alaska Fairbaks-UAFGI) e la State of Alaska Division of Geological and Geophysical Surveys (divisione dello stato dell'Alaska per gli studi geologici e geofisici-ADGGS). 
Con un indice di pericolo pari a 95, il rischio di future eruzioni è considerato alto; la maggior parte del pericolo deriva dalla possibilità dell'interruzione delle vicine aerovie per via del rilascio di grandi quantità di cenere. La montagna attualmente è sotto un normale controllo in tempo reale, ma l'USGS vorrebbe migliorare la strumentazione presente sul luogo. La montagna condivide il nome con la vicina Pavlof Sister, che ha eruttato per l'ultima volta nel 1786.

## Attività vulcanica
Dopo l'eruzione del 1996, il vulcano entrò in un periodo di quiescenza, il più lungo da quando il vulcano aveva iniziato ad essere monitorato. Questo periodo terminò il 15 Agosto 2007 con l'inizio di una nuova eruzione che vide movimenti tellurici e "una vigorosa fuoriuscita di lava". Gli scienziati dissero che il vulcano: "potrebbe dar vita a un'imponente eruzione che potrebbe influenzare il traffico aereo ma che non dovrebbe minacciare nessuna delle città nell'area". L'eruzione terminò il 13 settembre. Il vulcano eruttò di nuovo il 13 maggio 2013; l'8 agosto 2013 il livello di allerta è stato ridotto a "normal" e quello per l'aviazione a "green" ("verde").

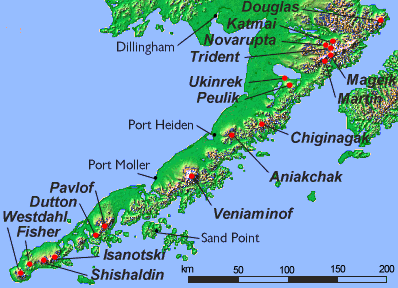
Mappa mostrante i vulcani della Penisola di Alaska

Una modesta eruzione iniziò il 31 maggio 2014. Il 2 giugno l'attività sismica si intensificò e le autorità alzarono il livello di allerta da "Watch" a "Warning" (da "Sotto Osservazione" ad "Attenzione") e quello dell'aviazione da "Orange" a "Red" (da "Arancione" a "Rosso") dopo che i piloti nell'area riportarono una colonna di ceneri alta fino a 22.000 piedi sul livello del mare (6705,5 m).
Una nuova eruzione iniziò il 27 marzo 2016, rilasciando una nube di ceneri alta fino a 37.000 piedi sul livello del mare (11.277,6 m) ed estesa fino a 643 km a nordest. Il vulcano diede un avvertimento dell'imminente eruzione 25 minuti prima del suo inizio. Il livello di allerta venne alzato a "Warning" ("Attenzione") e quello dell'aviazione a "Red" ("Rosso"), che segnala un'eruzione imminente con grande rilascio di cenere. Il vicino villaggio di Nelson Lagoon fu ricoperto di tefra durante la potente eruzione. Il vulcano smise di emettere nubi di cenere il 31 marzo 2016.

## Ascensione
La prima ascensione documentata del Pavlof risale al 27 giugno 1928 da parte di T.A. Jagger, J. Gardiner, O.P. McKinley, P.A. Yatchmenoff and R.H. Stewart, nonostante alcune speculazioni riguardo a questa impresa, che fu raccontata su National Geographic. La relativa facilità dell'ascensione suggerisce che possa essere avvenuta una precedente scalata non documentata. La seconda ascensione fu effettuata nel giugno 1950 da parte di T. P. Bank.
La principale difficoltà nello scalare questa montagna sta nel suo isolamento e nella conseguente difficoltà di accesso. La cima è distante 48 km dal lato nord di Cold Bay. La discesa con sci è raccomandata.